# Olga Korosteljova
Olga Fjodorovna Korosteljova (Russisch: Ольга Фёдоровна Коростелёва; meisjesnaam: Барышева; Barisjeva) (Sverdlovsk, 24 augustus 1954) was een Russisch basketbalspeelster die uitkwam voor het nationale team van de Sovjet-Unie.

## Carrière
Barisjeva heeft haar hele carrière voor Oeralmasj Sverdlovsk gespeeld. Met deze club werd ze twee keer derde om het landskampioenschap van de Sovjet-Unie in 1973 en 1974 en één keer derde om het landskampioenschap van Rusland in 1994. Op de Olympische Spelen won ze twee keer goud in 1976 en 1980. Op de Wereldkampioenschappen won ze goud in 1975 en 1983. Op de Europese kampioenschappen won ze zes keer goud, namelijk in 1974, 1976, 1978, 1980, 1981 en 1983.
Ze heeft verschillende onderscheidingen ontvangen, waaronder de Meester in de sport van de Sovjet-Unie in 1976 en twee keer het Ereteken van de Sovjet-Unie en Geëerde Coach van Rusland. Ze studeerde af aan de faculteit Lichamelijke Opvoeding van het Sverdlovsk Staat Pedagogisch Instituut, nu het Instituut voor Fysische Cultuur van de Oeral State Pedagogische Universiteit (USPU) in Jekaterinenburg. Ze werd Ereburger van de stad Jekaterinenburg in 1980.

## Erelijst
- Landskampioen Sovjet-Unie:
  - Derde: 1973, 1974
- Landskampioen Rusland:
  - Derde: 1994
- Olympische Spelen: 2
  - Goud: 1976, 1980
- Wereldkampioenschap: 2
  - Goud: 1975, 1983
- Europees Kampioenschap: 6
  - Goud: 1974, 1976, 1978, 1980, 1981, 1983